# سوبر نانسي
سوبر نانسي هو الألبوم التاسع في مسيرة الفنانة اللبنانية نانسي عجرم، وهو الألبوم الثاني المقدم للأطفال. صدر بتاريخ 13 سبتمبر 2012 من إنتاج شركة عجرم المعروفة باسم (بالإنجليزية: In2Musica)، رافق إصدار الالبوم فيديو كليب من إخراج ليلى كنعان تضمن ثلاث اغنيات منه وهي: «بقوسة»، «يا بنات» و«سطوحي»، حيث قدمت عجرم ابنتيها ميلا وإيلا للجمهور.
حقق الالبوم نجاحًا واسعًا حيث تصدر المراتب الأولى في الاسواق العربية، وحصد جائزة «أفضل فيديو كليب عربي لعام 2012».

## وصلات خارجية
- الموقع الرسمي لنانسي عجرم